# 道の駅クロス10十日町

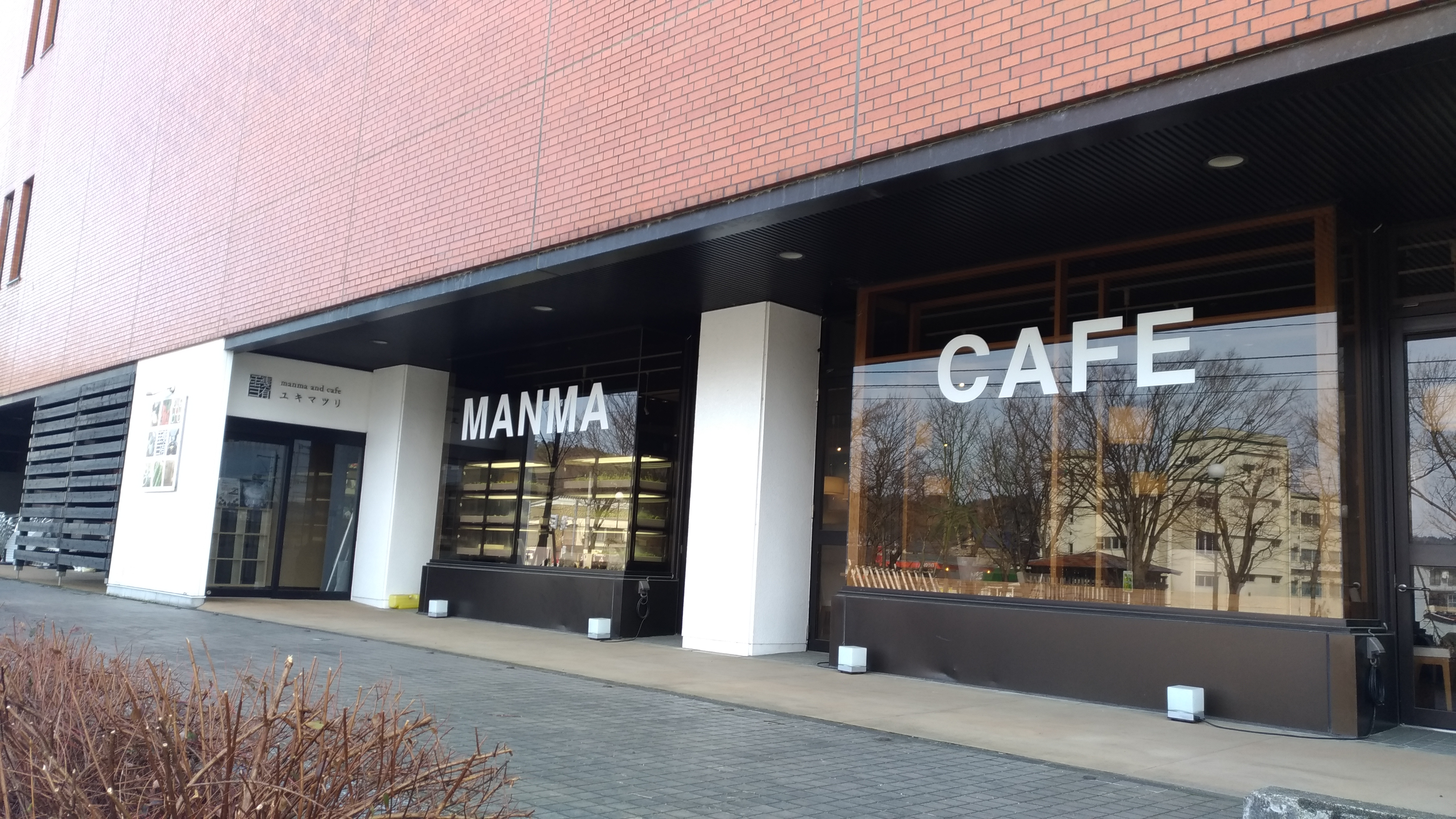
manma and cafe ユキマツリ（現在は「つまり食堂」に名称を変更している）

道の駅クロス10十日町（みちのえき クロステンとおかまち）は、新潟県十日町市本町にある国道117号の道の駅である。
1983年（昭和58年）5月1日に「十日町地域地場産業振興センター」（愛称：クロス10十日町）としてオープンした。なお、名称は道の駅クロステン十日町と表記される場合がある。

## 施設
当道の駅では、2004年（平成16年）に発生した新潟県中越地震の際に給水拠点になったほか、仮設住宅が建設された。これはのちの「防災道の駅」の選定につながる事例となっている。
- 駐車場
  - 普通車：362台
  - 大型車：8台
  - 身障者用：2台
- トイレ
  - 男：大 13器、小 28器
  - 女：17器
  - 身障者用：1器
- 幸せを呼ぶ傘つるし雛 - 2012年のリニューアル時に1万1655個の雛が設置され、「最大の手作り人形ディスプレイ」（Largest display of handmade stuffed toys）としてギネス世界記録に認定された[2][4][5]。
- 越後妻有 お土産館（売店・農産物直売所、9:00 - 18:00・11月から3月までは17:00まで）
- 和装工芸館（伝統工芸品売店・体験コーナー、9:30 - 18:00）
- つまり食堂（カフェレストラン、10:00 - 17:00） - 2019年に開設[6]。2012年のリニューアル時にはカフェレストラン 「manma and cafe ユキマツリ」としてオープンした[7]。
- カフェレストラン 「越後しなのがわバル」（越後妻有里山現代美術館キナーレ内）

### 放送施設
コミュニティ放送局であるエフエムとおかまちの送信所が置かれている。
| 放送局名                                  | コールサイン            | 周波数  | 空中線電力 | ERP     | 放送対象地域 | 放送区域内世帯数 |
| ----------------------------------------- | ----------------------- | ------- | ---------- | ------- | ------------ | ---------------- |
| エフエムとおかまち 愛称「ほっこりラジオ」 | JOZZ4AN-FM (十日町親局) | 78.3MHz | 音声20W    | 音声51W | 十日町市     | 約20,000世帯     |

### 管理
- 一般財団法人十日町地域地場産業振興センター[2]

## 休業日
- 第2水曜日（8月は除く）・12月31日（越後妻有 お土産館）
- 毎週水曜日（和装工芸館・つまり食堂）

## アクセス
- 国道117号 - 登録路線
  - 新潟県道74号十日町六日町線
  - 新潟県道327号十日町停車場線

自動車
- 関越自動車道六日町ICまたは越後川口ICより約30分。

鉄道
- 東日本旅客鉄道（JR東日本）飯山線・北越急行ほくほく線 十日町駅より徒歩約20分。

## 周辺
- 越後妻有里山現代美術館キナーレ - 大地の芸術祭 越後妻有アートトリエンナーレの拠点となっている。
- 温泉「明石の湯」（越後妻有里山現代美術館キナーレに併設、2003年（平成15年）オープン[8]。2023年（令和5年）3月末で閉館する条例改正案が出されたが継続審査となり[9]、同年4月26日にこの条例改正案は反対多数で否決され存続することになった[10]）
- 十日町郵便局
- 信濃川
- 十日町市博物館